# بالکوم (آلاباما)
بالکوم (به انگلیسی: Balkum) یک منطقهٔ مسکونی در ایالات متحده آمریکا است که در آلاباما واقع شده‌است. بالکوم ۱۱۴٫۹۱ متر بالاتر از سطح دریا واقع شده‌است.